# نارگیل
نارگیل (نام علمی: Cocos nucifera) یا جُوز هندی، از اعضای خانواده نخل (Arecaceae) است و تنها گونه‌ای است که در سرده نارگیل (Cocos) طبقه‌بندی می‌گردد.
هزاران سال است که نارگیل توسط انسان استفاده می‌شود و ممکن است توسط مهاجران جزایر اقیانوس آرام به محدوده کنونی آن گسترش یافته باشد. منشأ تکاملی نارگیل مورد بحث است اما این گیاه، بر اساس نظریه‌ها، احتمالاً در آسیا، آمریکای جنوبی یا جزایر اقیانوس آرام تکامل یافته است. حدود ۷۴٪ از عرضه نارگیل در جهان از اندونزی، فیلیپین و هند تأمین می‌شود.

## واژه‌شناسی
واژه نارگیل از واژه «ناریکلا» از زبان سانسکریت وارد زبان فارسی شده و در زبان عربی نیز نام آن جوز الهند که از پارسی میانه gowz به معنای «گردو» است. واژه نارگیل ممکن است به درخت نارگیل، بذر یا میوهٔ نارگیل اشاره داشته باشد. میوهٔ نارگیل، نوعی میوه شفت است. نارگیل، یکی از مهم‌ترین و مفیدترین گیاهان برای بشر است و در برخی مناطق، با عنوان «درخت حیات» نیز نامیده می‌شود. از فراورده‌های تولیدی درخت نارگیل می‌توان به‌عنوان غذا، سوخت، زغال، در طب سنتی، و در تهیهٔ لوازم آرایشی و بهداشتی استفاده کرد. روغن نارگیل، نیز مصارف زیادی دارد و در صنایع غذایی، در طبخ و سرخ کردن غذاها، تولید صابون و تولید لوازم آرایشی مورد استفاده است.

## گیاه‌شناسی

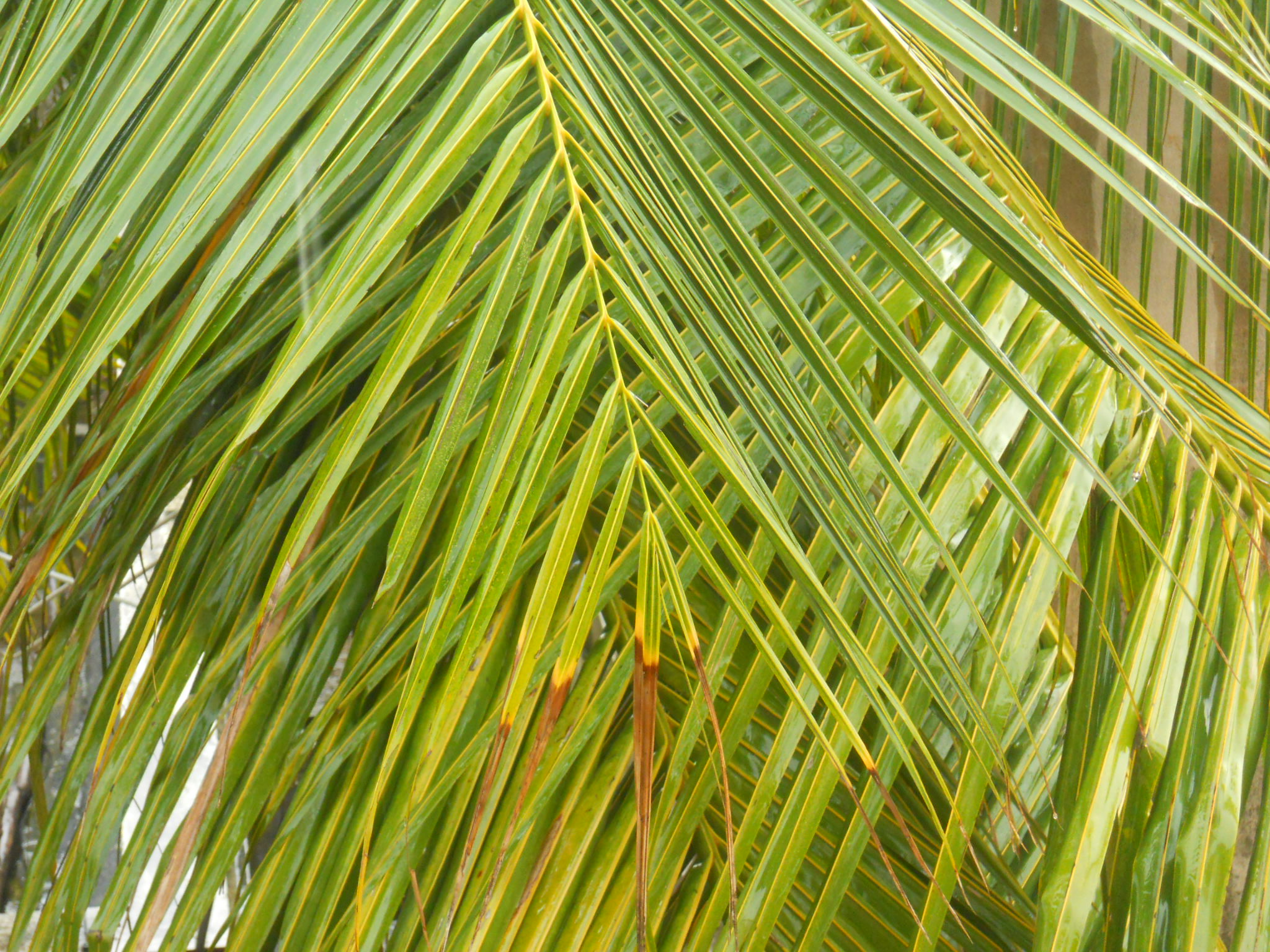
برگ‌های نارگیل

درختان نارگیل، تا ۳۰ متر (۹۸ فوت) رشد کرده و می‌توانند تا ۷۵ میوه در سال بدهند، اما این تعداد به‌طور معمول، کمتر از ۳۰ میوه در سال است. این درخت دارای برگ‌هایی به طول ۴ تا ۶ متر است. این درخت در شرایط مساعد، پس از ۶ تا ۱۰ سال از زمان کاشت، میوه می‌دهد و در ۱۵ تا ۲۰ سالگی، به حداکثر میزان تولید میوه می‌رسد.
درخت نارگیل نسبت به هوای سرد آسیب‌پذیر است و بارش فراوان و همچنین نور کامل خورشید را ترجیح می‌دهد. بسیاری از آفات و بیماری‌ها به این گیاه آسیب زده و برای تولید تجاری نارگیل، مشکل‌ساز هستند. نارگیل‌ها، در بیشتر مناطق گرمسیری به‌خصوص در طول خطوط ساحلی استوایی پراکنده هستند. چون میوه نارگیل سبک و شناور است، این گیاه به آسانی توسط جریانات دریایی تا مسافت‌های طولانی حمل می‌شود. نخل نارگیل در خاک‌های ماسه‌ای و شور و در مناطق دارای نور خورشید فراوان و بارندگی‌های منظم (سالانه ۱۰۰–۷۵ سانتی‌متر) رشد می‌کندـ بنابراین علت تجمع این گیاه در نواحی کرانه‌ای تا حدی مشخص می‌شود. میوه‌هایی که از دریا در نواحی شمالی مثل نروژ جمع‌آوری شده‌اند بسیار زیستا بوده و سپس تحت شرایط مناسب، رشد نموده‌اند

## خاستگاه
خاستگاه این گیاه یکی از موضوعات مورد بحث است بعضی از کارشناسان معتقدند نارگیل یکی از گیاهان بومی جنوب شرق آسیا است درحالیکه برخی دیگر شمال شرقی آمریکای جنوبی را خاستگاه این گیاه می‌دانند. فسیلهای به‌دست آمده در نیوزیلند نشان می‌دهد در حدود ۱۵ میلیون سال پیش گیاهان کوچکی شبیه نارگیل در این ناحیه رویش می‌کردند. حتی سنگوارههای قدیمی‌تر که در راجستان هند کشف شده‌اند. نارگیل در جزایر هاوایی یک درخت وارد شده از پلی‌نزی قلمداد می‌شود که ابتدا دریانوردان پلی‌نزیایی آن‌ها را از سرزمین‌های مادریشان در اقیانوس آرام جنوبی به این جزایر آورده‌اند. این گیاه به سمت آب خم می‌شود و هر چه بیشتر رشد می‌کند، بیشتر خم می‌شود در نتیجه، میوه آن توسط آب دریا به اطراف پراکنده می‌شود. پوست سبک این میوه باعث می‌شود روی سطح آب شناور گردد. وقتی میوه نارگیل در شرایط مناسبی قرار گیرد، طی یک الی دو ماه شروع به سبز کردن برگ کرده سپس تعداد زیادی ریشه بلند درمی‌آورد. این ریشه‌های بلند محکم به درخت‌های در حال رشد می‌چسبند و در مقابل بادهای تند ساحلی مقاومت می‌کنند.

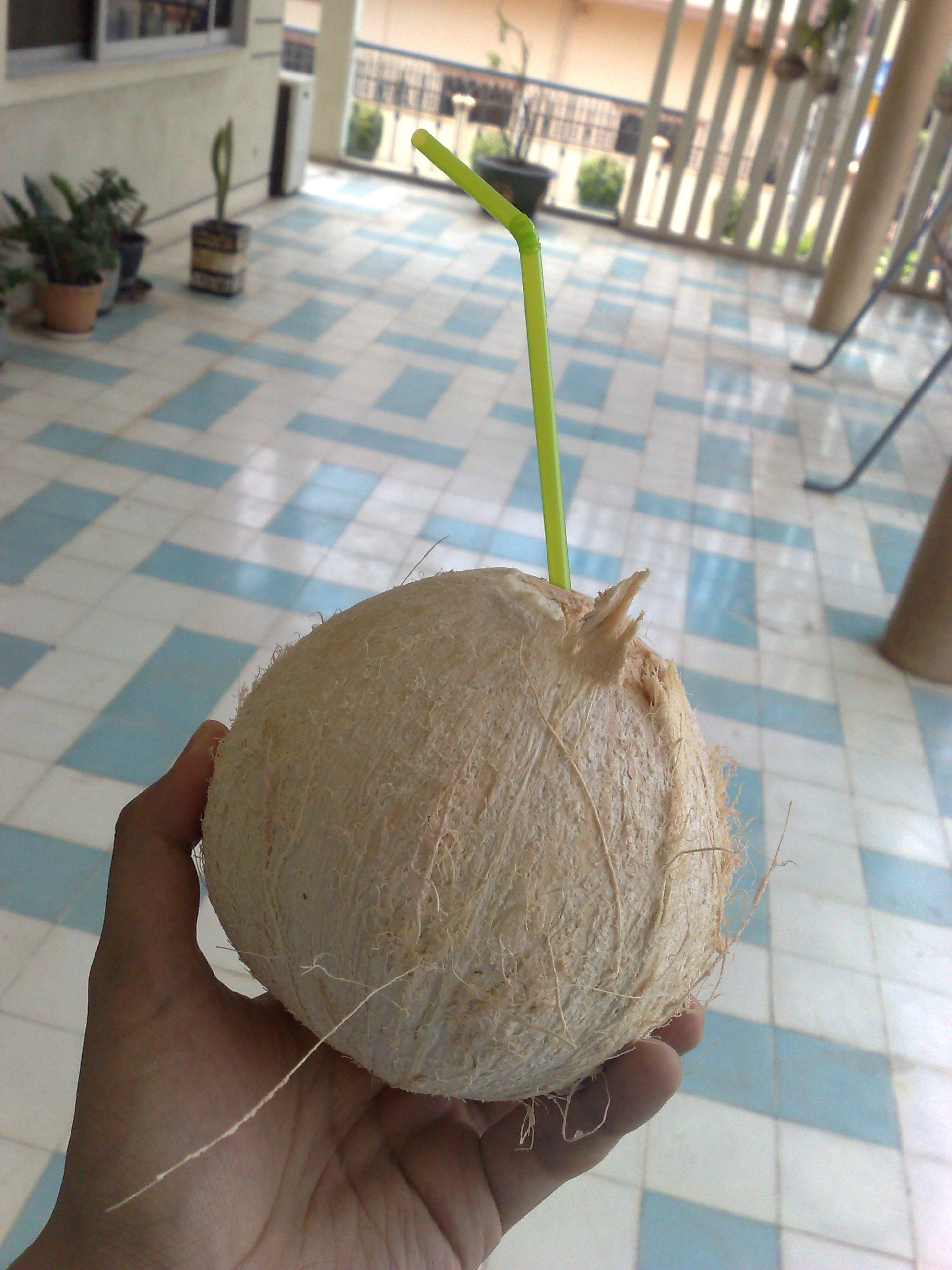
نوشیدنی شیره نارگیل

## ارزش غذایی

### کالری و چربی[۱۴]
یک عدد نارگیل اندازه متوسط حاوی وزنی در حدود ۳۹۷ گرم با ۱۴۰۵ کالری است. در صورتیکه این میوه را به تکه‌های ۵ سانتی‌متری برش دهید، هر تکه مصرفی ۱۵۹ کالری دارد. کل چربی موجود در یک نارگیل در حدود ۱۳۳ گرم است. هر تکه ۵ سانتی‌متری تقریباً ۱۵ گرم چربی کل داشته که ۱۳ گرم آن چربی اشباع شده است. براساس انجمن قلب آمریکا، در صورت پیروی از یک رژیم غذایی روزانه با ۲۰۰۰ کالری، می‌توانید ۷۸ گرم چربی در روز استفاده کنید، اما بیشتر از ۱۶ گرم از این چربی‌ها نباید اشباع شده باشد. با توجه به اینکه نارگیل حاوی میزان بالایی چربی اشباع شده است، بنابراین دریافت نارگیل را به قسمت‌های کوچکی در یک رژیم غذایی متعادل محدود کنید.

### فیبر بالا و بدونکلسترول[۱۴]
نارگیل حاوی فیبر بالا و بدون کلسترول است. موادغذایی سرشار از فیبر به کنترل قندخون، کلسترول و افزایش حس سیری کمک می‌کند. میزان مصرف روزانه توصیه شده فیبر برای بانوان ۲۵ گرم و برای مردان ۳۸ گرم است. یک تکه نارگیل ۴ گرم فیبر غذایی را برای بدن فراهم می‌کند. از طرفی یک نارگیل کامل حاوی ۳۶ گرم فیبر می‌باشد. انجمن قلب آمریکا مصرف میزان زیادی از فیبر را توصیه می‌کند زیرا خطر سکته و افزایش فشار خون را کاهش می‌دهد.

### آهن و سایر موادمعدنی[۱۴]
مصرف یک تکه نارگیل ۲ میلی‌گرم آهن به رژیم غذایی اضافه می‌کند که در حدود ۱۱ درصد از نیاز روزانه توصیه شده محسوب می‌شود. متابولیسم بدن آهن را برای کمک به حمل اکسیژن از میان جریان خون به تمام بخش‌های بدن مصرف می‌کند. یک تکه نارگیل همچنین حاوی ۱۶۰ میلی‌گرم پتاسیم بوده که به تنظیم ضربان قلب کمک خواهد کرد. همچنین حاوی ۵۱ میلی‌گرم فسفر برای تقویت دندان‌ها و سیستم اسکلتی است.

### جدول ارزش غذایی[۱۵]
در هر ۸۰ گرم گوشت تازه نارگیل که به اندازه یک فنجان نارگیل تازه است مواد مغذی زیر موجود است
| انرژی          | ۲۸۳ کیلو کالری |
| پروتئین        | ۲٫۹ گرم        |
| ویتامین سی     | ۲٫۶ میلی‌گرم    |
| ویتامین ای     | ۲٫۰ میلی‌گرم    |
| ویتامین کا     | ۰٫۲ میکروگرم   |
| تیامین         | ۰٫۱ میلی‌گرم    |
| نیاسین         | ۰٫۴ میلی‌گرم    |
| فولات          | ۲۰٫۸ میکروگرم  |
| پانتوتنیک اسید | ۰٫۲ میلی‌گرم    |
| کلسیم          | ۱۱٫۲ میلی‌گرم   |
| آهن            | ۲۵٫۶ میلی‌گرم   |
| فسفر           | ۹۰٫۴ میلی‌گرم   |
| پتاسیم         | ۲۸۵ میلی‌گرم    |
| سدیم           | ۱۶٫۰ میلی‌گرم   |
| روی            | ۰٫۹ میلی‌گرم    |
| مس             | ۰٫۳ میلی‌گرم    |
| منیزیوم        | ۱، ۲ میلی‌گرم   |
| سلنیوم         | ۸٫۱ میکروگرم   |
| آب             | ۵۰ کالری       |
| چربی           | ۳۰ گرم         |
| نشاسته         | ۹ گرم          |

## خواص نارگیل[۱۵][۱۶]
1. منیزیوم موجود در گوشت نارگیل به بهبود متابولیسم بدن کمک می‌کند.[۱۷]
2. از اندام‌های حیاتی مانند کبد محافظت می‌کند.
3. منبع غنی از تمام مواد معدنی مورد نیاز سلامت بدن است.
4. سرشار از ویتامین B است.
5. باعث لاغری سریع می‌شود.
6. باعث بهبود سیستم ایمنی بدن می‌شود.
7. پتاسیم و انرژی مورد نیاز بدن را تأمین می‌کند.
8. چربی‌های اشباع شده طبیعی و سالم دارد.
9. به تولید گلبول‌های قرمز کمک می‌کند.
10. گوشت نارگیل حاوی آنتی‌اکسیدان زیادی است.
11. گوشت نارگیل باعث سلامت استخوان‌ها می‌شود.
12. گوشت نارگیل سرشار از فیبر طبیعی است.

## بزرگ‌ترین تولیدکنندگان نارگیل در جهان
|    | کشور          | میزان تولید به تن سال ۲۰۲۰ |
| -- | ------------- | -------------------------- |
| ۱  | هند           | ۱۹٬۸۲۴٬۸۴۸                 |
| ۲  | اندونزی       | ۱۴٬۶۹۵٬۰۰۰                 |
| ۳  | فیلیپین       | ۱۴٬۴۹۰٬۹۲۳                 |
| ۴  | برزیل         | ۲٬۴۵۸٬۸۳۹                  |
| ۵  | سری‌لانکا      | ۲٬۲۳۳٬۶۰۰                  |
| ۶  | ویتنام        | ۱٬۷۱۹٬۴۱۵                  |
| ۷  | پاپوآ گینه نو | ۱٬۲۱۷٬۲۹۳                  |
| ۸  | مکزیک         | ۸۹۵٬۲۹۱                    |
| ۹  | تایلند        | ۸۲۷٬۴۲۴                    |
| ۱۰ | مالزی         | ۵۶۰٬۹۸۴                    |

## اهمیت فرهنگی
نارگیل در هند و در آیین هندو دارای اهمیت فرهنگی و مذهبی است. ماهیگیران هندی، فصل جدید ماهیگیری را با انداختن نارگیل در رودها و دریا آغاز می‌کنند. آن‌ها اعتقاد دارند که این کار، خوش‌یمن بوده و باعث بهبود صید ماهی می‌شود.

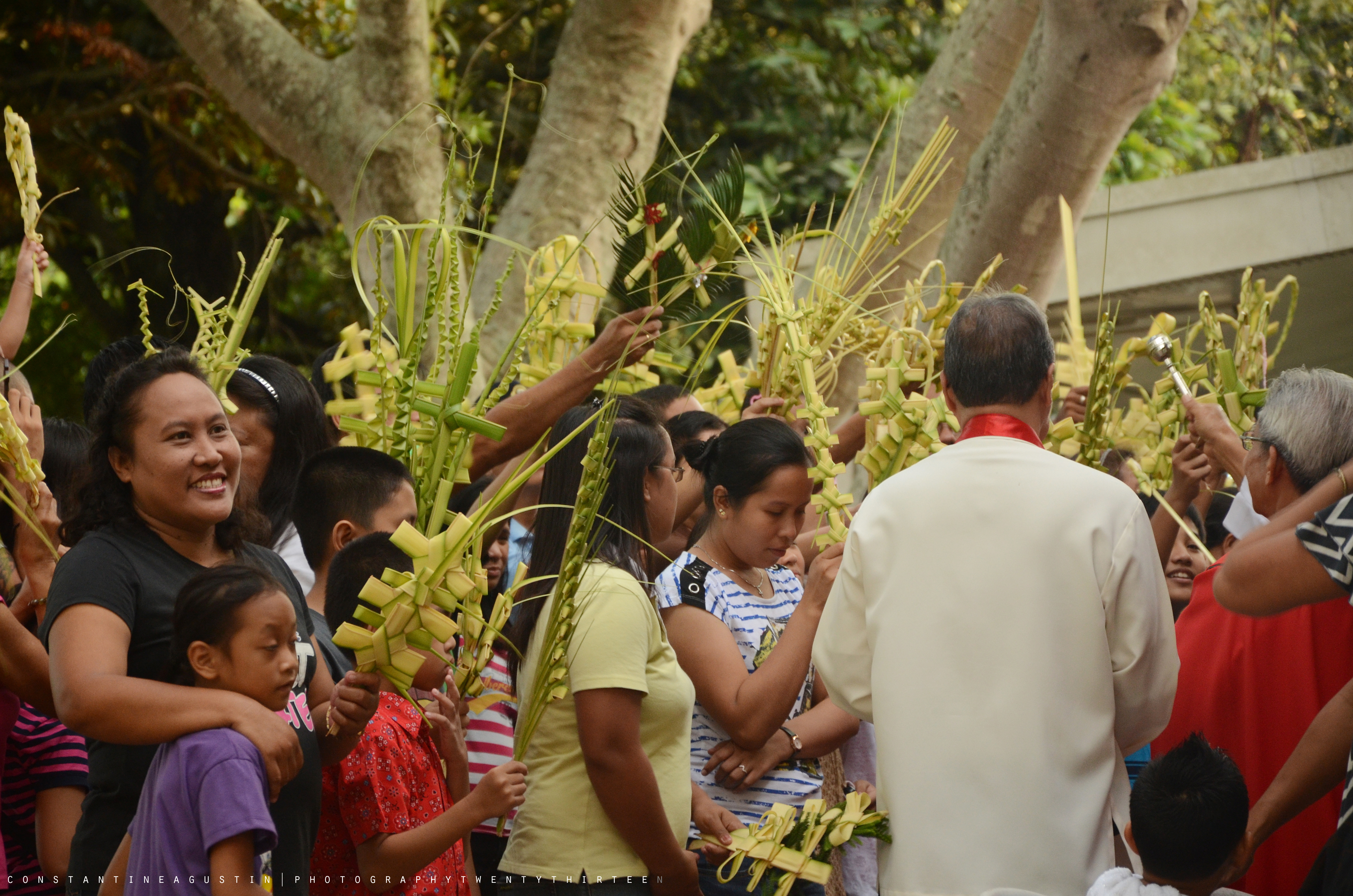
جشن یکشنبه نخل در فیلیپین